# 田崎清忠
田崎 清忠（たざき きよただ、1930年11月15日 - ）は、日本の英語教育学者・英語教師。横浜国立大学名誉教授。

## 人物
東京府出身。東京都立航空工業学校航空機科から戦後茨城県立古河工業学校機械科に転じ、1952年東京文理科大学附置東京高等師範学校を卒業する。
その後教職に入り、茨城県の地方公務員として茨城県立古河第一高等学校、その後東京教育大学付属中学校・高等学校（現・筑波大学付属中学校・高等学校）教諭を務める。
1957年アメリカ合衆国に渡りミシガン大学に留学、ワイオミングに滞在する。
1961年よりNHK教育テレビにて英語会話の講師を務め、1966年に横浜国立大学教育学部英語科専任講師となり、その後、助教授・教授となり、1996年横浜国立大学を定年退官して名誉教授となる。
東京純心女子大学（現・東京純心大学）でも現代文化学部教授となり、2000年に東京純心女子大学学長に就任して2008年まで務めた。

## 賞詞
- NHK放送文化基金賞（1977年）
- 瑞宝中綬章（2010年）

## 著書
- 英語の視聴覚教育 大修館書店 1960
- 英語学習の友 中学2年 大修館書店 1961
- 英会話のすすめ 1965 (講談社現代新書)
- 田崎英会話練習帳 初級 1-2 大修館書店 1965.5
- 中学英語の完成コース 向上社 1965.6
- 田崎英会話練習帳 中級 1-2 大修館書店 1965.7
- 田崎英会話練習帳 上級 1-2 大修館書店 1965-1966
- 徹底研究英語コンパニオン 中学1年 向上社 1966.4
- 英語会話 アメリカの生活とことば 日本放送出版協会 1967
- 英会話の公式 正続 ジャパン・タイムズ 1968-1969
- 英語教育技術 理論と実践 大修館書店 1969
- テレビでおなじみの田崎英会話 大修館書店 1969
- 万博英語 ジャパンタイムズ 1970
- ビジネス英会話 ジャパンタイムズ 1971
- 私の英語史 日本放送出版協会 1972-1974 (NHKブックスジュニア)
- 教師のための英語会話 大修館書店 1973
- 海外旅行・英会話の公式 続 ジャパンタイムズ 1973
- 田崎英語文法練習帳 大修館書店 1976.10
- 英語教育理論 大修館書店 1978.3
- 海外旅行の英単語 ジャパンタイムズ 1978.6
- 新・英語会話 アメリカの生活とことば 日本放送出版協会 1981.5
- キヨのアメリカ館 アメリカを見る・読む・聴く 日本英語教育協会 1982.6
- 新英会話の公式 ジャパンタイムズ 1982.7 のち三笠書房知的生き方文庫
- 田崎のアメリカンライフ辞典 研究社出版 1983.5
- 動詞と遊ぼう 基本100語で英語が生きる サイマル出版会 1983.12
- 名詞と遊ぼう 100語の名詞で英語が深まる サイマル出版会 1985.7
- 英会話おもしろ最前線 アメリカはユーモアだ 実業之日本社 1986.3 (実日新書)
- 助語と遊ぼう 英語の表現力をつける100語 サイマル出版会 1987.12
- やぶにらみ英語教育論 リーベル出版 1988.7
- 田崎清忠の英会話で遊ぼう 三笠書房 1990.1 (知的生きかた文庫)
- 英語会話教育理論 大修館書店 1990.3
- 英語教師のための英会話 研究社出版 1992.2
- こだわり日米文化論 研究社出版 1993.2
- ファーストネームで呼びあおう 日米異文化理解100話 研究社出版 1993.8
- どこまで使える?“go"と“come" かんたん単語55の英会話 講談社インターナショナル 1999.10

## 共編著
- 中学重点英語 大杉謹一共編 新訂版 清水書院 1957.9
- 英文解釈 清水書院 1959 (学習新書)
- 英作文 清水書院 1959 (学習新書)
- 中学英語の重点 大杉謹一共編 清水書院 1959.3
- 中学英語 峯岸昌次、池永勝雅共著 富士教育 1967.3
- 五か国旅行会話 文泉 1980.4
- アメリカン・ピクトペディア  絵ときアメリカ 大修館書店 1984.7
- 電話英語ハンドブック 大修館書店 1986.7
- アメリカン・ワードグラフィカ 絵とき英単語 大修館書店 1989.7
- サキタ一家のアメリカ体験 <英語マンガ>カルチャー・ショック 大修館書店 1993.4
- アメリカ日常語辞典 講談社 1994.2